# Natalie Moszkowska

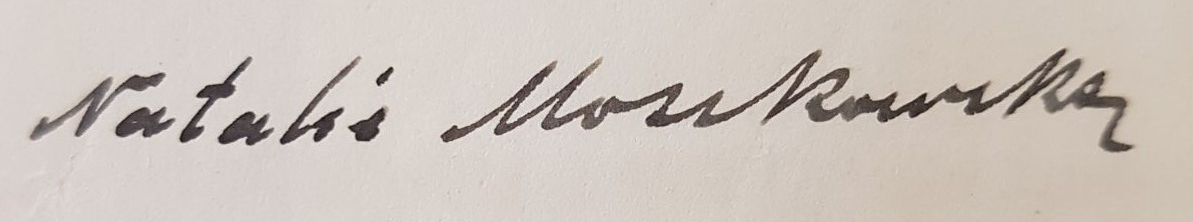
Unterschrift von Natalie Moszkowska

Natalie Moszkowska (geb. 1. Mai 1886 in Warschau; gest. 26. November 1968 in Zürich) war eine polnische sozialistische Wirtschaftswissenschaftlerin, die einen bedeutenden Beitrag zur marxistischen Wert- und Krisentheorie, zum Konzept des Monopolkapitals und zur wirtschaftlichen Interpretation der Militärausgaben geleistet hat.

## Leben
Natalie Moszkowska war Kind von Alexander Moszkowski und Eveline Juhwihler. Sie musste wegen der von der zaristischen Regierung ausgeübten Judenverfolgung um 1900 in die Schweiz flüchten, wo sie dann ihr Studium an der Universität Zürich begann und am 18. Juli 1914 unter der Leitung von Heinrich Sieveking mit dem Doktor in Wirtschaftswissenschaften abschloss. Ihre Doktorarbeit, welche sie mit Hilfe russischer Dokumente, zu denen sie während ihres letzten Aufenthalts 1911 in Kongresspolen Zugang bekommen hatte, schrieb sie über die Arbeitersparkassen in der Kohle- und Stahlindustrie in Polen. Wegen der Oktoberrevolution von 1917 und der damals aktuellen Novemberrevolution in Deutschland verdächtigten die Schweizer Behörden Natalie Moszkowska Ende 1918 eine „Agitatorin für den Bolschewismus“ zu sein, und da sie dann mit Leiba Chaim Kaplan länger als erwartet im Alpenhotel in Weesen-Amden verweilte, wurde sogar die Kantonspolizei St. Gallen beauftragt, dieses „russische Paar“, das „häufig per Einschreiben“ Post empfing, zu überwachen.
Spätestens um 1923 zog sie nach Zürich, wo sie als Tutorin für die Gewerkschafts- und Sozialpresse arbeitete. Neben ihrer Doktorarbeit hat sie drei weitere Bücher und zahlreiche Artikel veröffentlicht. Als Mitglied der Schweizer Sozialistischen Partei engagiert sie sich auch aktiv in Wirtschaftsdiskussionen und allgemein pflegte sie Kontakt mit der internationalen Wissenschaftsgemeinschaft (z. B. mit Maurice Dobb, Adolph Lowe oder Edgar Salin).

## Werke

### Das Marxsche System(1929)

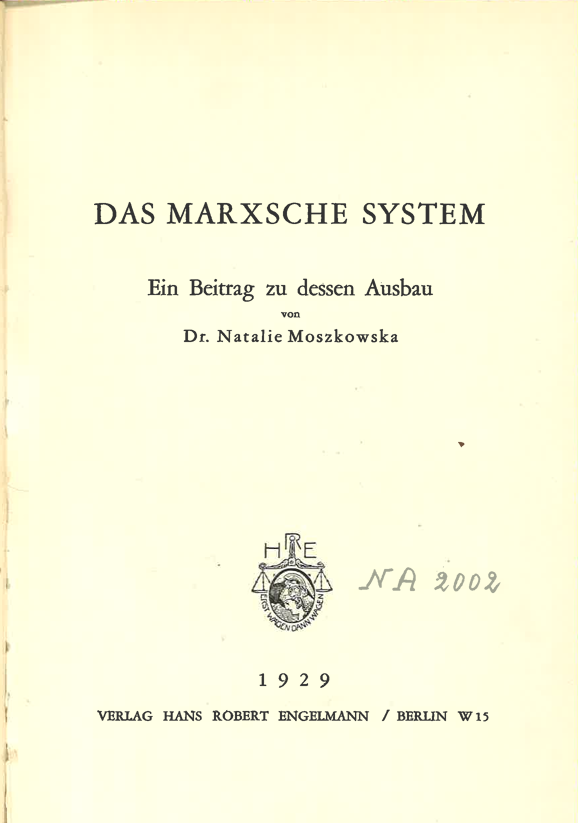
Titelblatt: Das Marxsche System. Ein Beitrag zu dessen Ausbau (1929)

Das Marxsche System war das erste Buch, welches Moszkowska nach ihrer Dissertation schrieb. Es wurde 1929 vom Berliner Verleger Robert Engelmann veröffentlicht. Im ersten Teil des Buches verteidigt sie die Theorie des Arbeitswertes in einer Art, welche der von Ladislaus von Bortkiewicz sehr ähnlich ist, und verwendet eine ungewöhnlich große Zahl von Zahlenbeispielen für die Umwandlung von Werten in Produktionspreise.
Ähnlichkeiten mit Bortkiewicz zeigen sich auch im zweiten Teil des Buches, in dem sie den Umgang mit dem Rückgang der Profitrate in Band III des Kapitals von Karl Marx kritisiert. Moszkowska argumentiert, dass Kapitalisten nur dann eine neue Maschine kaufen würden, wenn sie mindestens so viel bezahlte Arbeit einspart, wie sie kostet. Auf diese Weise erhöhen alle technologischen Fortschritte die Produktivität der Arbeit; ihre Auswirkung auf die Profitrate hängt von der Steigerung der Produktivität ab, indem sie die Produktionsmenge pro Arbeiter erhöht. Einer ihrer größten Erfolge war, dass sie (auch wenn mit einer fehlerhaften technischen Analyse) das als später bekannte Okishio-Theorem beschrieben hat: Lebensfähige Innovationen, die die Profitrate reduzieren, sind mit einem Anstieg der Löhne verbunden. Sie kommt zu dem Schluss, dass die Theorie der Senkung der Profitrate nicht als eine historische Vorhersage interpretiert werden sollte, sondern als eine funktionale Beziehungsrate von Mehrwert und Profitrate. Es könnte auch als „das Gesetz des Profitratenfalls“ oder als „das Gesetz der Trendsteigerung der Ausbeutungsrate“ bezeichnet werden, und tatsächlich ist es die zweite Tendenz, die vorherrschte.
Im dritten Teil des Buches lehnt sie das in Band III des Kapitals enthaltene Modell der Profitrate ab und widerspricht auch der Vorstellung, dass die Disproportionen zwischen den verschiedenen Zweigen von Produktion die zugrunde liegende Ursache des Konjunkturzyklus wäre. Wenn es in der kapitalistischen Wirtschaft tatsächlich ein fundamentales Missverhältnis gäbe, so sagt sie, liegt das im Bereich der Verteilung. Ein Teil exzessiver Profite begünstigt eine Überakkumulation von Kapital und führt zu Unterkonsumkrisen, und wenn die Reallöhne mit sinkender Arbeitslosigkeit rasch steigen, wird der daraus resultierende Rückgang der Rentabilität den Wohlstand beenden. Für Moszkowska ist Unterkonsum die am naheliegendste Erklärung.

### Zur Kritik moderner Krisentheorien(1935)

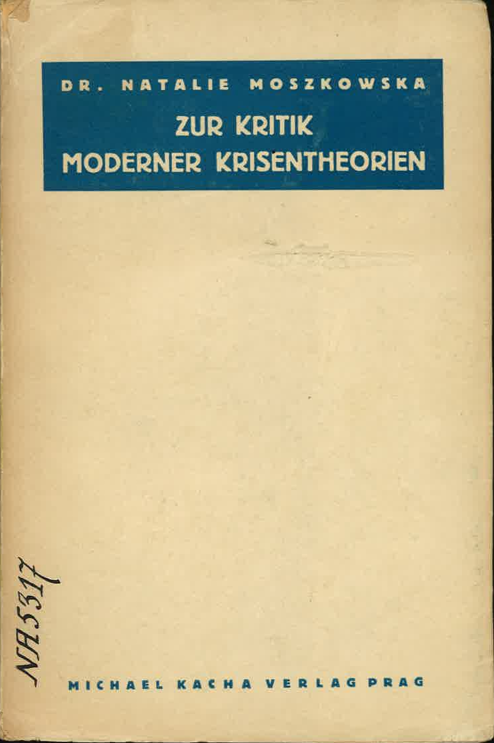
Titelblatt: Zur Kritik moderner Krisentheorien (1935)

In ihrem 1935 erschienenen zweiten Buch Zur Kritik moderner Krisentheorien kritisiert Natalie Moszkowska die Krisentheorien jüngster deutscher und österreichischer sozialistischer Schriftsteller wie Adolph Lowe, Emil Lederer, Henryk Grossmann, Otto Bauer und Gustav Landauer.
Sie argumentiert, dass die Löhne mit dem Wachstum der Arbeitsproduktivität Schritt halten müssen, das heißt, um das makroökonomische Gleichgewicht erhalten zu können, muss der Lohnanteil konstant bleiben. Sie kehrt auch zum technischen Fortschritt zurück, ein Thema, das bereits in ihrem vorherigen Buch entwickelt wurde. Mit Überzeugung behauptet sie, dass letzteres gleichbedeutend mit steigender Profitrate ist. Das Buch erwähnt auch die Zeit der Depression, die zum Zeitpunkt des Schreibens im Gange war. Sie schreibt, dass der Mehrwert wegen der Ungleichheit der Preisanpassung noch schneller steigen sollte, denn Löhne und Rohstoffpreise fallen schneller als die Preise für Fertigwaren.
In diesem zweiten Buch widmet sich Natalie Moszkowska voll und ganz der Theorie des Unterkonsums. Sie erklärt damit die Dekadenz des Kapitalismus:

„Erreicht die Kluft zwischen Erzeugung und Verbrauch eine gewisse Tiefe, das Verbrauchsdefizit ein gewisses Ausmaß, so verwandelt sich die relative Verelendung in eine absolute. Die Produktion wird reduziert, der Arbeiter aufs Pflaster geworfen. Ist der Hochkapitalismus durch relative Verelendung, so der Spätkapitalismus durch absolute gekennzeichnet. Und diese absolute, auf die Dauer nicht tragbare Verelendung bewirkt den Niedergang des Kapitalismus.“

Sie nennt auch die Große Depression von 1930 als Beweis dafür.
Ihr zweites Buch markiert einen Wendepunkt ihrer Denkensart und alles deutet darauf hin, dass sie aufgrund der wachsenden Kluft zwischen Konsum und Produktion das bevorstehende Aufkommen einer permanenten Krise des Kapitalismus antizipiert.

### Zur Dynamik des Spätkapitalismus(1943)

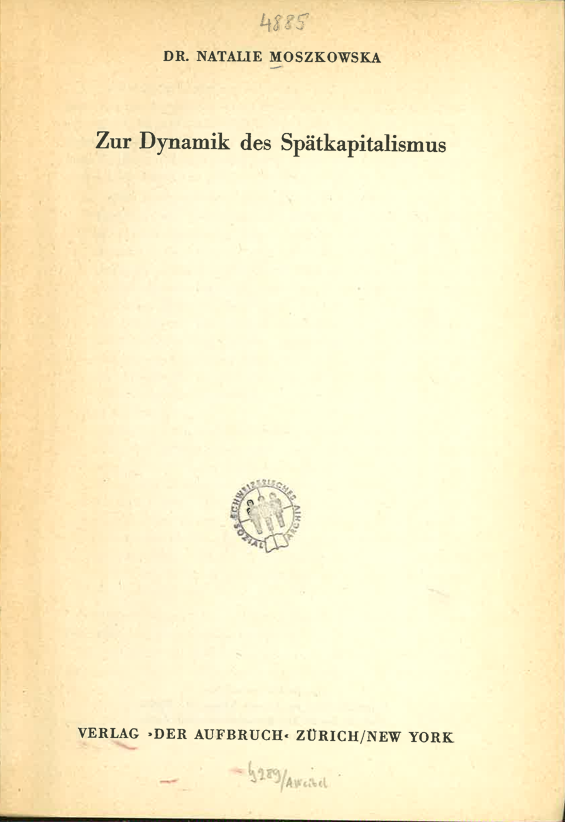
Titelblatt: Zur Dynamik des Spätkapitalismus (1943)

In ihrem dritten Buch (Zur Dynamik des Spätkapitalismus) setzt Natalie Moszkowska ihre Kritik am Abwärtstrend der Profitrate fort, indem sie auf zwei Krisenansätze zurückgreift: die Über- und Unterakkumulation. Ihrer Ansicht nach ist die Unterakkumulation kompatibel mit der zeitgenössischen Theorie der Zyklen und mit der Analyse von Band III des Kapitals von Karl Marx. Sie sei ein „natürliches“ oder „ewiges“ Gesetz des Kapitalismus. Laut Moszkowska sollte sich die marxistische politische Ökonomie jedoch auf „soziale“ und „historische“ Gesetze konzentrieren, wie etwa die Überakkumulation (welches nur ein anderer Name für Unterkonsum ist).
Moszkowska fährt dann mit einer Analyse des Problems der Nebenkosten (oder Verschwendung) fort. Dieses soll nur eine Möglichkeit darstellen, die Kluft zwischen der Produktion der Gesellschaft und ihrem Konsum durch den Missbrauch von Ressourcen und insbesondere die Rüstungsausgaben sowie die enormen wirtschaftlichen und sozialen Kosten des Krieges zu weiten. Sie kommt zu dem Schluss, dass der bürgerliche Liberalismus und der Reformismus der Sozialdemokratie nicht mehr lebensfähig ist und dass nun die einzigen Alternativen zum Sozialismus Faschismus, Imperialismus und Kriege sind.
Quelle:

## Publikationen

### Bücher
- Moszkowska, N. (1917). Arbeiterkassen an den privaten Berg- und Hüttenwerken im Königreich Polen: ein Beitrag zur Geschichte der Wohlfahrtseinrichtungen der Arbeitgeber. Stuttgart: Dietz Nachf. (Publikation ihrer Dissertation von 1914).
- Moszkowska, N. (1929). Das Marxsche System: ein Beitrag zu dessen Ausbau. Berlin: Engelmann, H. R.
- Moszkowska, N. (1935). Zur Kritik moderner Krisentheorien. Prag:  Neuen Weltbühne.
- Moszkowska, N. (1943). Zur Dynamik des Spätkapitalismus. Zürich: Der Aufbruch.

### Artikel
- Moszkowska, N. (1933). Kapitalnot oder Absatznot?. Rote Revue: sozialistische Monatsschrift, 31: 308–312.
- Moszkowska, N. (1938). Zum Problem der Wert- und Preisrechnung – eine Erwiderung [betr. Emil J. Walter]
- Moszkowska, N., Brügel, J.W. (1951). Kapitalismus nach den Weltkriegen. Rote Revue: sozialistische Monatsschrift, 30: 461–466.
- Thürig, W., Moszkowska, N. (1952). Der alte und der neue Faschismus. Rote Revue: sozialistische Monatsschrift, 31: 14–20.
- Brügel, J.W., Moszkowska, N. (1952). Wer hat den Kapitalismus gerettet? Rote Revue: sozialistische Monatsschrift, 12: 76–83, 288.
- Moszkowska, N. (1952). Das kapitalistische Endstadium. Rote Revue: sozialistische Monatsschrift, 31: 145–154.
- Miville, C., Moszkowska, N., V.G. (1952). Wer treibt zum Krieg? Rote Revue: sozialistische Monatsschrift, 31: 245–250.
- Moszkowska, N. (1952). Oekonomische und politische Auswirkungen der Rüstungen. Arbeit und Wirtschaft, Vienna, 6. Jg./Nr. 3
- Moszkowska, N., Zajfert, T., Bührer, J. (1954). Kleinhaltung des Massenkonsums und wirtschaftliche Entwicklung. Rote Revue: sozialistische Monatsschrift, 33: 116–123, 137–140, 165–168.
- Moszkowska, N. (1955). Hemmnisse der demokratischen Entwicklung. Der öffentliche VPOD-Dienst, 48.
- Moszkowska, N. (1955). Kreditinflation und Teuerung. Rote Revue, 34: 30–39.
- Moszkowska, N. (1958). Kapitalistische Wirtschaftswunder, Gewerkschaftliche Monatshefte, 9(4): 224–228.
- Moszkowska, N. (1959). Das Krisenproblem bei Marx und Keynes. Schmollers Jahrbuch für Gesetzgebung, Verwaltung und Volkswirtschaft, 79(6): 665–701.
- Moszkowska, N. (1960). Erwartung und Wirklichkeit, Periodikum für Wissenschaftlichen Sozialismus, 16: 5–16.
- Moszkowska, N. (1963). Wandlung der Methode und des Erkenntnisobjektes der Nationalökonomie. Schmollers Jahrbuch für Gesetzgebung, Verwaltung und Volkswirtschaft, 83(3): 269–293.
- Moszkowska, N. (1965). Methodologischer Subjektivismus in der Nationalökonomie. Schmollers Jahrbuch für Gesetzgebung, Verwaltung und Volkswirtschaft, 85: 513–524.

### Archive
Dokumente von Natalie Moszkowska, wie z. B. viele kommentierte Typoskripte (von veröffentlichten oder nicht veröffentlichten Artikeln oder Werken) oder Briefe und Beilagen für die Förderung ihrer Werke, befinden sich im Schweizerischen Sozialarchiv in Zürich. Weitere Dokumente betreffend Natalie Moszkowska befinden sich im Archiv der Sozialdemokratischen Partei der Schweiz in der gleichen Institution.